# Christopher Paolini
Pour les articles homonymes, voir Paolini.
Œuvres principales
- Série L'Héritage
- Série Légendes d'Alagaësia

Christopher Paolini, né le 17 novembre 1983 à Los Angeles en Californie, est un écrivain américain de fantasy et de science-fiction. Il est connu pour sa série de fantasy à succès L'Héritage.

## Biographie
Christopher Paolini a passé toute son enfance à Paradise Valley (en) dans le Montana. Il est le fils d'un écrivain propriétaire de la maison d'édition « Paolini International LLC ».

### SérieL'Héritage
Dès l'âge de quinze ans, Christopher Paolini commence un premier roman de fantasy inspiré de Dragon Hatcher de Bruce Coville et du Cycle de Terremer d'Ursula K. Le Guin. Eragon, premier tome de sa série L'Héritage, est publié le 25 juin 2003, Christopher Paolini n'est alors âgé que de dix-neuf ans. La seconde édition est expurgée de quelques longueurs. La traduction française paraît chez Bayard jeunesse le 21 octobre 2004. La trame de ce premier tome présente des similarités avec le scénario du Seigneur des anneaux.
Le deuxième tome intitulé Eldest est sorti en Amérique du Nord le 23 août 2005 et sa traduction est publiée en France six mois plus tard, le 23 février 2006 sous le nom de L'Aîné. Le troisième tome, Brisingr, est sorti le 20 septembre 2008 aux États-Unis puis le 12 mars 2009 en français. Un quatrième tome, dont le titre est L'Héritage, est paru le 8 novembre 2011 en version originale et le 20 avril 2012 dans sa version française. L'auteur dit que « tout sera révélé » dans le dernier volet de la tétralogie.
Aujourd'hui, ce sont 40 millions de livres du cycle de L'Héritage qui ont été vendus dans le monde.
Christopher Paolini a été élevé sans télévision ni internet, son inspiration lui est donc venue des livres (de J. R. R. Tolkien, d'E. R. Eddison et le poème Beowulf) et de ses promenades dans les montagnes de Beartooth, dans le Montana, montagnes qui ont été la source d'inspiration des montagnes fictives des Beors[réf. nécessaire].

### Légendes d'AlagaësiaetÀ la lueur d'une étoile inconnue
Christopher Paolini marque son retour médiatique en 2018 avec l'annonce de la sortie d'une nouvelle série, Légendes d'Alagaësia (Tales From Alagaësia), et de son premier tome La Fourchette, la Sorcière et le Dragon (The Fork, the Witch, and the Worm, volume 1: Eragon). L'auteur y propose plusieurs histoires courtes se déroulant dans l'univers d'Alagaësia, ainsi que le récit de la vie d'Eragon après son départ du continent. Est également présent dans l'ouvrage un texte de la sœur de l'écrivain, Angela Paolini, sur le personnage d'Angela l'herboriste — qu'elle a inspiré. L'ouvrage sort le 31 décembre 2018 aux États-Unis et le 18 septembre 2019 en France.
Son premier roman de science-fiction, intitulé Idéalis, est publié en septembre 2020, dans le cadre d'un contrat à sept chiffres signé chez Macmillan Publishers. Il le présente comme un space opera « plein de vaisseaux spatiaux, de lasers, d'aliens » et de « batailles spatiales épiques ».

## Œuvres

### UniversL'Héritage
L'Héritage

1. Eragon, Bayard Jeunesse, 2004 ((en) Eragon, 2003), trad. Bertrand Ferrier, 653 p.  (ISBN 2-7470-1440-1)
2. L'Aîné, Bayard Jeunesse, 2006 ((en) Eldest, 2005), trad. Marie-Hélène Delval, 808 p.  (ISBN 2-7470-1455-X)
3. Brisingr, Bayard Jeunesse, 2009 ((en) Brisingr, 2008), trad. Danièle Laruelle, 826 p.  (ISBN 978-2-7470-1456-4)
4. L'Héritage, Bayard Jeunesse, 2012 ((en) Inheritance, 2011), trad. Anne Delcourt et Marie-Hélène Delval, 900 p.  (ISBN 978-2-7470-2855-4)
5. Murtagh, Bayard Jeunesse, 2023 ((en) Murtagh, 2023), trad. Marie-Hélène Delval et Éric Moreau, 729 p.  (ISBN 979-1-0363-6284-2)

Légendes d'Alagaësia

1. La Fourchette, la Sorcière et le Dragon, Bayard Jeunesse, 2019 ((en) The Fork, the Witch, and the Worm, Random House, 2018), trad. Marie-Hélène Delval, 320 p.  (ISBN 979-1-0363-1233-5)

### UniversIdéalis
- Idéalis ((en) To Sleep in a Sea of Stars, Macmillan Publishers, 2020)
  1. À la lueur d'une étoile inconnue (en), Bayard Jeunesse, 2020, trad. Éric Moreau, Benjamin Kuntzer et Jean-Baptiste Bernet, 848 p.  (ISBN 979-10-363-2506-9)
  2. Dormir dans un océan d'étoiles (en), Bayard Jeunesse, 2021, trad. Éric Moreau, Benjamin Kuntzer et Jean-Baptiste Bernet, 576 p.  (ISBN 979-10-363-2507-6)
- (en) Fractal Noise, Macmillan Publishers, 2023

## Adaptations

### Au cinéma
Eragon, sorti le 20 décembre 2006, est un film de Stefen Fangmeier avec Jeremy Irons, John Malkovich, Djimon Hounsou, Sienna Guillory, Robert Carlyle et Edward Speleers dans le rôle d’Eragon. Le film est très mal reçu par la critique ainsi que par les fans de la série.

### En série télévisée
En 2022, à la suite d'une demande massive et organisée de fans via Twitter sous le Hashtag #EragonRemake; Disney, qui a récupéré les droits par le rachat de la 20th Century Fox, commence à travailler sur une série en live-action basée sur le Cycle de l'Héritage.